# Arthur Auwers
Arthur Julius Georg Friedrich von Auwers, född 12 september 1838 i Göttingen, död 24 januari 1915 i Berlin, var en tysk astronom. Han var far till Karl Friedrich von Auwers.
Auwers verkställde redan 1857 en bearbetning av William Herschels undersökningar om nebulosor och var 1859–62 assistent vid observatoriet i Königsberg, där han fullföljde de av Friedrich Wilhelm Bessel påbörjade undersökningarna av dubbelstjärnor medelst heliometer. Efter att därefter ha varit assistent i Gotha, kallades Auwers 1866 till astronom vid vetenskapsakademien i Berlin och medlem av densamma samt blev 1878 dess ständige sekreterare för den fysikalisk-matematiska klassen. Auwers tilldelades Royal Astronomical Societys guldmedalj 1888, James Craig Watson-medaljen 1891 och Bruce-medaljen 1899. Han kallades 1892 till ledamot av svenska Vetenskapsakademien och upphöjdes 1912 i ärftligt adelskap.
Auwers utgav bland annat Untersuchungen über veränderliche Eigenbewegungen der Fixsterne (1868), i vilket arbete han beräknade banorna för Siriusdrabanten och Procyondrabanten, Fundamentalkataloge für die Zonenbeobachtungen am nördlichen und südlichen Himmel (1879–83) och en av honom verkställd ny reduktion av James Bradleys iakttagelser av fixstjärnor 1750–62 (1882–88). Hans mest omfattande arbeten föranleddes av de två Venuspassagerna under 1800-talet, till vilka han organiserade och huvudsakligen ledde de tyska iakttagelserna, varjämte han bearbetade och utgav resultaten av dem (bland annat i tre band 1887–89). Själv iakttog han Venuspassagen 1874 i Luxor och 1882 i Punta Arenas. I samband med detta utförde han 1889 vid Kapobservatoriet en serie heliometerobservationer rörande inflytandet av bländglas av olika färg och bestämmandet av soldiameter samt utgav Untersuchungen über den Sonnendurchmesser (tre band, 1886–89).

## Eftermäle
Nedslagskratern Auwers på månen och asteroiden 11760 Auwers är uppkallade efter honom.